# Орлов, Владимир Григорьевич (хоккеист)
Владимир Григорьевич Орлов (род. 10 февраля 1948, Красногорск, Московская область, СССР) — советский хоккеист, защитник, мастер спорта СССР международного класса.

## Биография
Владимир Орлов начинал играть в хоккей в 1961 году в московском спортивном клубе «Красный Октябрь», его первым тренером был Алексей Гурышев. В 1966—1969 годах он выступал за команду мастеров «Крылья Советов» (Москва) — за неё в чемпионате СССР он провёл 106 матчей и забросил 13 шайб.
В 1969—1982 годах Владимир Орлов выступал за команду «Динамо» (Москва), забросив 43 шайбы в 431 матчах чемпионата СССР. За это время в составе своей команды он шесть раз становился серебряным призёром и три раза — бронзовым призёром чемпионата СССР, был капитаном команды «Динамо», в 1971 году был включён в список лучших хоккеистов сезона. Долгое время играл в паре с защитником Валерием Назаровым, затем — с Виктором Глушенковым.
В составе сборной СССР Владимир Орлов в 1972—1973 годах сыграл в шести матчах. В частности, он принимал участие в турнире на призы газеты «Известия» 1972 года, проведя две игры. Был кандидатом в состав сборной СССР на Зимние Олимпийские игры 1972 года в Саппоро, но в последний момент тренеры решили не включать его в состав команды. Играл за вторую сборную СССР, несколько лет был её капитаном.

## Достижения
- Победитель турнира на призы газеты «Известия» (в составе сборной СССР) — 1972[1].
- Серебряный призёр чемпионата СССР — 1971, 1972, 1977, 1978, 1979, 1980[1].
- Бронзовый призёр чемпионата СССР — 1974, 1976, 1981[1].
- Обладатель Кубка СССР — 1972, 1976[3].
- Финалист Кубка СССР — 1974, 1979[1].
- Обладатель Кубка Ахерна — 1975, 1976[1].